# Plinia edulis
Plinia edulis (popularmente conhecido como Cambucá ou cambucazeiro) é uma árvore frutífera endêmica do Brasil e nativa da zona litorânea da Mata Atlântica. Seu fruto fez parte do cotidiano dessa região até a primeira metade do século XX mas hoje é pouquíssimo conhecido.
Da família das Myrtaceaes, à qual pertencem frutas populares, como a Goiaba, Jabuticaba, e Pitanga e outras frutas igualmente esquecidas, como o Cambuci, Araçá e Gabiroba, há quem diga que o cambucá é uma das frutas mais saborosas que há no Brasil e no mundo.
Suas flores são brancas e surgem solitárias ou em grupos no caule e, como nas jabuticabeiras, os frutos do cambucá brotam direto do caule da árvore.
Os frutos tem de 4 a 7 cm de diâmetro, são arredondados e achatados nos pólos, tem a casca lisa, com sulcos de leve relevo longitudinais e coloração intensamente amarelo-alaranjada. Sua polpa é suculenta e também amarelo-alaranjada; seu sabor, que lembra o da jabuticaba, é intenso e de um agridoce balanceado sem adstringência.
Considerada uma raridade da Mata Atlântica, a espécie está praticamente limitada ao que restou de seu ambiente natural, alguns pomares de produtores de frutas raras, jardins botânicos e poucas chácaras e quintais anônimos.

## Etimologia e Nomenclatura binomial
A palavra cambucá (em português) tem origem tupi, língua indígena brasileira, e, com forte probabilidade, significa “fruto de mamar” (“kambu” = mamar e “yá” = fruto) - definição muito apropriada para uma fruta cuja polpa precisa ser sugada da casca.
É identificada pelo nome científico Plinia edulis (Vell.) Sobral onde “Plinia” é uma homenagem o naturalista romano Caio Plínio Segundo e “edulis”, do latim, significa édulo (comestível). “Vell.” e “Sobral” são abreviaturas dos responsáveis pela nomenclatura atualmente aceita pelo IPNI, respectivamente os botânicos José Mariano da Conceição Veloso (1742-1811) e Marcos Sobral (1960-), taxonomista e professor da UFMG.

## Descrição da planta

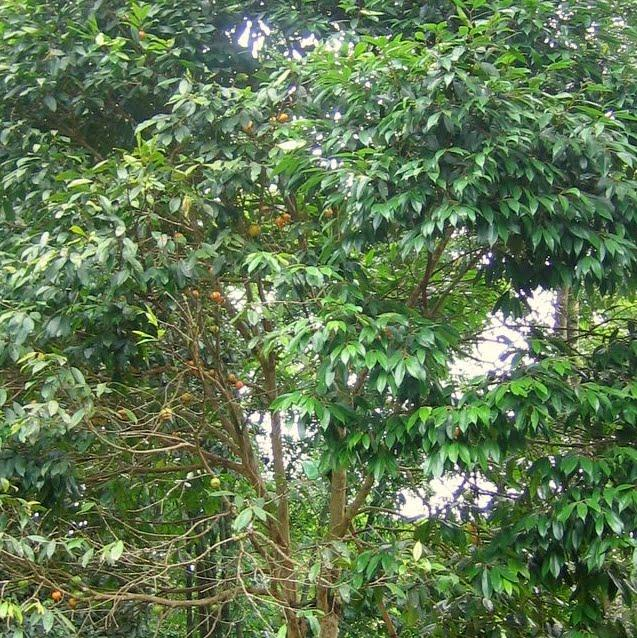
Cambucazeiro

O Cambucá é uma árvore clímax perenifólia, longeva, pertencente ao grupo sucessional secundário, seletiva higrófita, esciófita e de crescimento lento que atinge de 5 a 12 m de altura.
O tronco curto (30% da altura total), geralmente ramificado, alcança de 30 a 50 cm de diâmetro e sustenta uma copa ampla e densa com galhos esguios e esparsos. Como muitas outras espécies de sua família, tem casca lisa, fina, cinza-amarronzado pálido que descama placas mostrando uma nova camada cor de cobre logo abaixo.
Nos curtos pecíolos (0,5-1,5 cm), finamente pilosos, estão folhas perenes, opostas, lanceoladas a oblongo-elípticas, subcoriáceas, brilhantes, onduladas na margem, com 5–16 cm de comprimento e  3–5 cm de largura, verde escuras e glabras na face superior, são verde claro levemente pilosas na face inferior. A nervura central é sulcada na face superior e saliente na face inferior, possuindo de 18 a 25 pares de nervuras secundárias. As sésseis flores brancas possuem um conjunto de numerosos estames de 1,0 cm de comprimento e as gemas arredondadas possuem 0,3 cm de tamanho. As flores nascem aglomerados em grupos (2-8 flores) nos ramos, axilas ou distribuídos ao redor do caule.

## Secção e dimensões da fruta cambucá

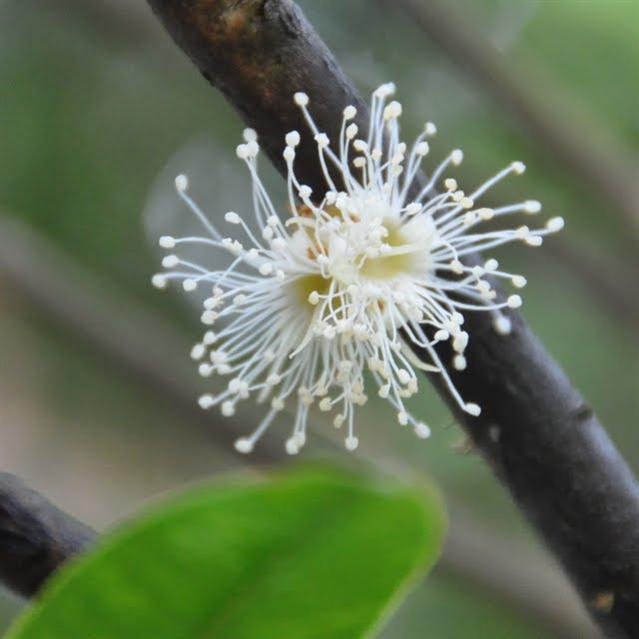
Flor de cambucá

Os fruto, são bagas globosas e achatadas, de casca glabra e costada. Verde no início, ganha tonalidade intensa de amarelo a amarelo-alaranjado brilhante quando maduros.
É muito maior do que a maioria das demais frutas do género Plinia ou Myrciaria ou mesmo da família Myrtaceae. Alguns livros antigos mencionam a existência de frutos com 9 cm de diâmetro, mas os relatos atuais dimensionam uma faixa de tamanho entre 4 a 7 cm em diâmetro, 4,2 a 5,5 de altura e peso de 55 a 140 g.
Sob um fina pele, há uma casca macia, sem granulação, amarelo-alaranjado, que vai de 0,4 a 0,7 cm de espessura, semelhante a pêssego na textura.
A suculenta polpa é incrivelmente deliciosa, translúcida, acquo-gelatinosa, amarela, tem de 0,5 a 0,8 cm de espessura e envolve uma ou raramente duas sementes arroxeadas, rígidas oblongo achatadas, que ao contrário das Jabuticabas são facilmente separáveis da polpa. Tanto a polpa quanto a casca possuem um bem balanceado sabor agridoce, semelhante ao das jabuticabas, Grumixamas e Pitombas-da-Bahia, mas sem qualquer traço de adstringência ou gosto resinoso.

## Componentes da fruta

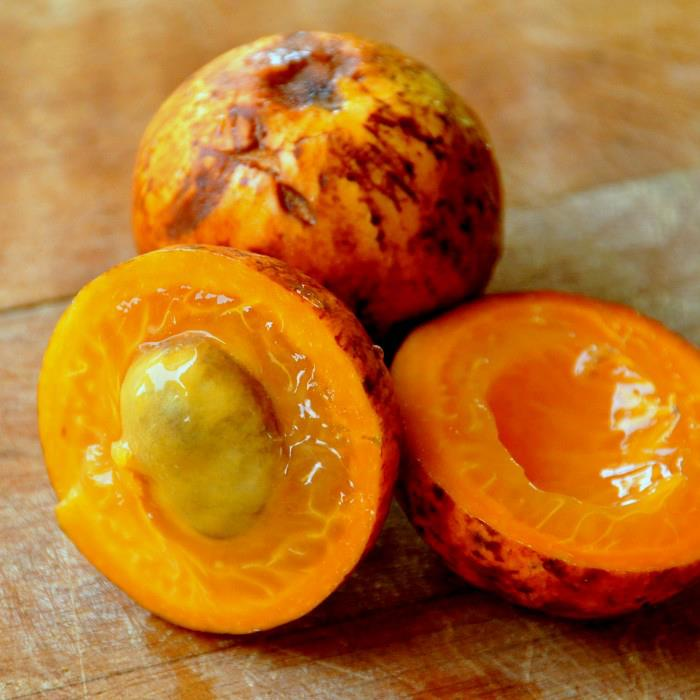
Cambucá em corte

(por 100 g de polpa)
Calorias 66
Umidade 80,9 g
Proteínas 1,7 g
Acilgliceróis 15,0 g
Lipídeos 0,8 g
Fibras 7,4 g
Cálcio 21 mg
Fósforo 22 mg
Ferro 2,3 mg
Vitamina A 0,03 mg
Vitamina B1 0,04 mg
Vitamina B2 0,04 mg
Vitamina C 33 mg

## Ocorrência e exigências climáticas
O Cambucá é uma espécie nativa de várzeas aluviais e início de encostas úmidas da floresta ombrófila densa da Mata Atlântica. Um ambiente estreito, cercado pelo Oceano Atlântico e o cume das montanhas da Serra do Mar, quente e chuvoso com temperaturas entre 9° e 42°C e precipitação anual entre 1.200 e 2.000 mm.
No mapa político, sua presença natural estaria relacionada ao litoral dos estados do Rio de Janeiro e  São Paulo e possivelmente Paraná e Santa Catarina.
No entanto, esta planta pode muito bem se adaptar a vários climas diferentes. Existem árvores plantadas, muito bem desenvolvidas e frutificando em lugares mais frios como no Museu Imperial de Petrópolis (850 m de altitude e temperatura mínima em torno de 0°C) e na Fundação Zoobotânica de Porto Alegre, com temperaturas extremas que vão de 1° a 40°C. Em lugares mais secos, como Campos e Piracicaba, árvores bem estabelecidas chegam a tolerar até 2 meses de seca, sem irrigação. A árvore também prospera em Recife, localizado a 8° ao sul do equador. A planta tem grande existência em Santa Maria do Cambucá. Existe também exemplares em Ilha Grande RJ. Inclusive há uma pousada com o nome de Riacho dos Cambucás, onde existe algumas árvores plantadas.

## Propagação e cultura
O Cambucá geralmente se propaga por sementes, mas é possível a produção de mudas pelos processos de enxertia e alporquia.
As sementes permanecem viáveis por mais de uma semana quando mantidas secas ou quatro semanas se conservadas em serragem úmida ou musgo esfagno.
No plantio as sementes devem ser cobertas com uma camada de 0,5 a 1 cm de boa terra e irrigadas diariamente. Eles começam a brotar entre 2 e 5 meses com 80% de sucesso. Boa parte delas é poliembriônicas, produzindo até 5 ou 6 plântulas.
A sementeira deve ser protegida de sol e vento durante o crescimento das mudas que crescem lentamente e apreciam ambiente sombreado para formação.
Para o plantio em culturas, com dez - 12 meses após a germinação, quando terão de 40 – 50 cm de altura, as mudas podem ser plantados no solo mantendo uma distância de 8 m uma da outra. Para o plantio em áreas públicas (praças, jardins e canteiros), deve-se aguardar ela alcance entre 1,8 e 2 m de altura antes do plantio a fim de reduzir o risco de incidentes com jardinagem desqualificada e vandalismos.
Há pouca variação quando crescem a partir de sementes mas as plantas podem apresentar diferenças no início de frutificação onde os novos indivíduos começam a florescer e produzir quando tem entre 5 e 12 anos, dependendo das condições climáticas.
O cultivo selecionado e uso de métodos de propagação vegetativa (clonagem) podem antecipar a atividade produtiva: a enxertia reduz o tempo para entre 4 a 8 anos até a frutificação e a alporquia pode permitir que a planta frutifique antes de 4 anos, porém é um método que implica na redução da longevidade da planta em relação às obtidas por sementes e por enxertia, principalmente porque o sistema radicular é mais fraco.
Adubação pode ser feita distribuindo 500 - 800 g por ano de fertilizantes mistos (N:P:K 10:10:10). Quando iniciar a frutificação, recomenda-se fazer 2 ou 3 aplicações anuais (800 g cada) de 10:05:10 mistura.
A árvore geralmente é muito produtiva. Antonio Morschbacker, grande entusiasta da fruta e autor do artigo “The Myrtaceae in Its Best”, narra que há um exemplar de 80 anos, próximo a Macaé no Estado do Rio de Janeiro, que produziu mais de 500 frutos no verão de 2003, sem qualquer adubação mas com suas raízes irrigadas continuamente por um riacho lateral de águas límpidas. Esta mesma árvore produziu bem menos frutos em 2006, mas estes com 7 cm de diâmetro. O Jardim Botânico do Rio de Janeiro possui ao menos quatro exemplares produtivos, sendo um deles provavelmente centenário. Pio Correia, no vol. I da sua obra (1926), apresenta uma foto (pág. 420) de um cambucazeiro cultivado no Jardim Botânico do Rio de Janeiro junto à área de palmeiras. A Floresta da Tijuca também conta com alguns exemplares imensos com mais de 100 anos de idade.

## Temporada e colheita
Em condições e ambiente naturais, a floração ocorre entre o final de outubro e dezembro, e os frutos . A maturação ocorre entre dezembro e fevereiro, quando o fruto muda de cor e passa do verde-amarelo ao amarelo e amarelo-alaranjado. Na última etapa, eles começam a se soltar da árvore cair sobre o solo, em geral, danificando a pele. Durante os anos chuvosos, pode ocorrer uma safra adicional de inverno, “temporão”, entre agosto e setembro.
O melhor momento hora para colher os frutos é durante a fase amarela, quando a competição com a avifauna ainda não é tão acirrada e os frutos podem ser armazenados por até 1 semana a 25°C, mantendo o seu sabor com qualidade total, sem risco de ficarem “passadas”. Na fase amarelo-alaranjado, os frutos atingem a maturidade plena e a parte externa da casca fica mais suave, contudo ficam muito perecíveis.

## Pragas e doenças
A principal doença que incide sobre o cambucá é a ferrugem causada por fungos (Puccinia cambucae e Uredo flavidula) que cobre muitas partes da planta com um pó vermelho-dourado e são facilmente controlados. Ocasionalmente, brocas de tronco (Cratosomus undabundos e Stenoma albella), comum em outras Myrtaceaes nativas, podem fazer buracos sob a casca e produzir longas galerias no interior dos galhos e além, exigindo práticas de controle. A planta pode também sofrer com ataque de lagarta de folha (Chrysomphalus aonidum). Contudo o Cambucá apresenta uma vantagem natural extra sobre as demais Myrtaceaes frutíferas: sua rígida casca impede qualquer ataque de moscas da fruta.

## Usos
É uma árvore de aplicação paisagística: possui copa densa, tronco ornamental e na temporada de frutos adquire um impressionante efeito decorativo.
O saboroso e suculento fruto do cambucá é consumido principalmente in natura de maneira semelhante à jabuticaba e é extremamente atrativa a várias espécies de pássaros e pequenos mamíferos.Tanto a polpa quanto a parte carnosa da casca ainda podem ser aproveitados no preparo de doces, sucos, sorvetes, geléias e licores.
Na aplicação ambiental serve a recuperação de matas ciliares, áreas degradadas de preservação permanente e poleiro para dispersores de sementes.
Na medicina popular, folhas e sementes sob a forma de infusão são usadas em formulações homeopáticas contra a bronquite, tosse e coqueluche. Os benefícios à saúde promovidos pelos cambucazeiros são popularmente conhecidos por caiçaras dos estados de São Paulo e Rio de Janeiro. Algumas pesquisas investigam o potencial medicinal da espécie e os resultados preliminares apontaram baixa toxicidade e eficiência na proteção do estômago contra úlceras não crônicas, quando se usa o extrato obtido das folhas do cambucá. Também estão sendo avaliadas a ação contra tumores (câncer) e a atividade antioxidante (combate a radicais livres e ao envelhecimento).
A madeira resistente, elástica e bastante pesada (d = 0,91 g/cm3) pode ser aproveitada na carpintaria e na marcenaria, sendo utilizada na fabricação de pequenas ferramentas e mobiliário.

## Estado de conservação
O cambucá não faz parte da Lista Nacional das Espécies da Flora Brasileira Ameaçadas de Extinção do Ministério do Meio Ambiente, mas pode ser classificada como vulnerável de acordo com os critérios da União Internacional para a Conservação da Natureza e dos Recursos Naturais.
Dois fatores são apontados como explicação para a atual condição da espécie: a drástica e rápida redução do habitat natural (Mata Atlântica) e o lento crescimento da espécie que demanda de até 12 anos para produzir em condições naturais.
Na região fluminense, imagina-se que os cambucás, comuns nos quintais na primeira metade do século XX, foram perdidos à medida que edifícios e novas construções tomaram a paisagem urbana.